# Dysstroma ferruginea
Dysstroma ferruginea är en fjärilsart som beskrevs av Louis Beethoven Prout 1909. Dysstroma ferruginea ingår i släktet Dysstroma och familjen mätare. Inga underarter finns listade i Catalogue of Life.